# إسماعيل سيمد
إسماعيل سيمد هو سياسي أويغوري، وقيادي في الحزب الإسلامي التركستاني، تتهمه الصين بتهمة حيازة أسلحة نارية ومتفجرات، بالإضافة إلى اتهم مثل «محاولة تقسيم الوطن» والدعوة إلى انفصال إقليم تركستان.
قامت الصين بإعدامه رميًا بالرصاص في 8 فبراير 2007.
قالت جمعيات حقوق الإنسان أن الأدلة غير كافية، وقال نيكولاس بيكلين الباحث في هيومن رايتس ووتش: «أن محاكمته لا تفي بالحد الأدنى من متطلبات العدالة.»